# Sven Marquardt

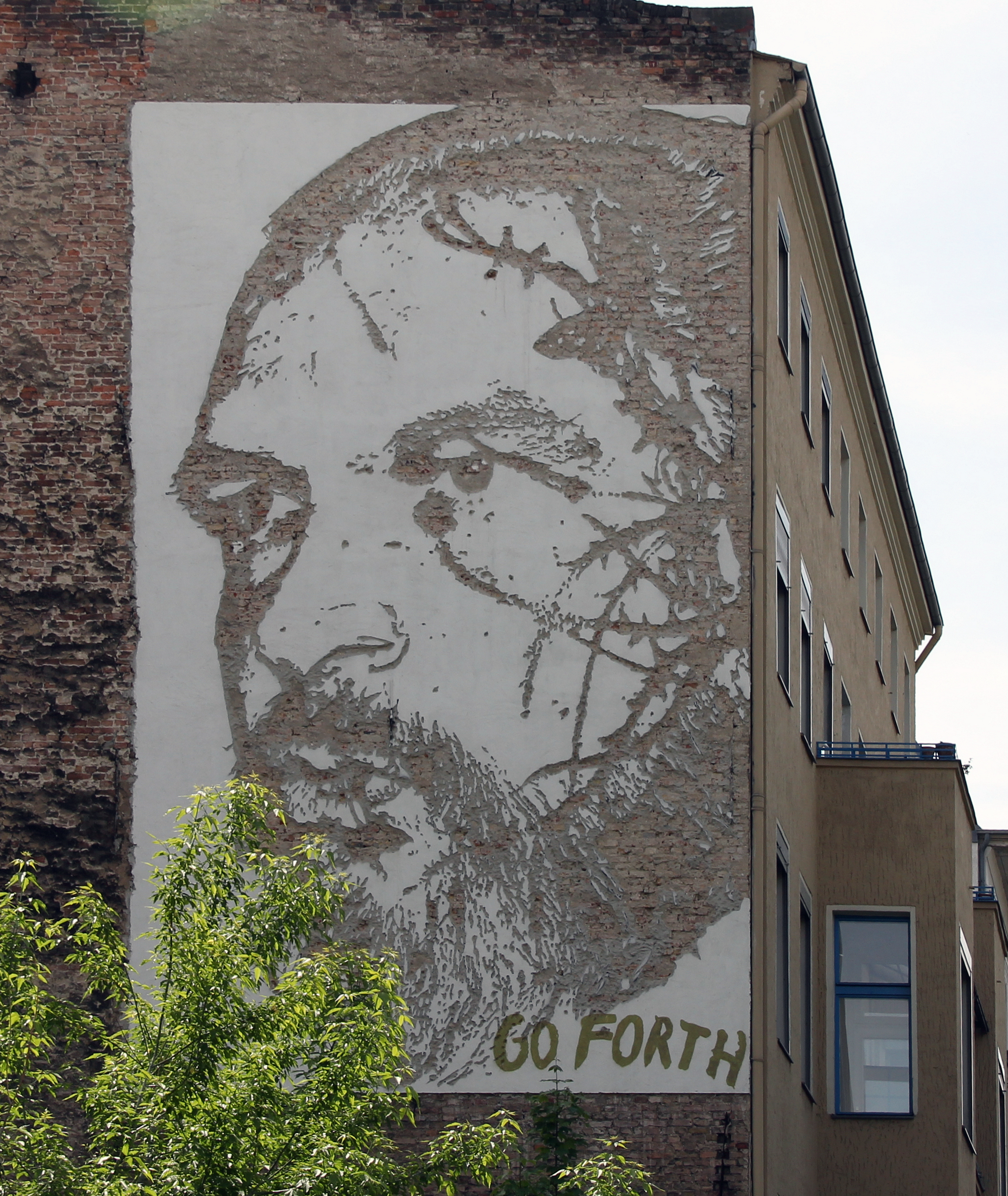
Marquardt avbildad på Potsdamer Straße 151 i Schöneberg.

Sven Marquardt, född 3 februari 1962 i Berlin, är en tysk fotograf. Marquardt är även känd som technoklubben Berghains dörrvakt.